# Desa Bantaragung (administrativ by i Indonesien, lat -7,09, long 106,72)
Desa Bantaragung är en administrativ by i Indonesien.   Den ligger i provinsen Jawa Barat, i den västra delen av landet, 100 km söder om huvudstaden Jakarta.